# دياني جونسون
دياني جونسون (بالإنجليزية: Diane Johnson)‏ (و. 1934  م) هي كاتبة سيناريو، وروائية، وكاتِبة، وصحفية أمريكية، ولدت في مولين، هي عضوةٌ في الأكاديمية الأمريكية للفنون والآداب، والأكاديمية الأمريكية للفنون والعلوم.

## وصلات خارجية
- دياني جونسون على موقع IMDb (الإنجليزية)
- دياني جونسون على موقع الموسوعة البريطانية (الإنجليزية)
- دياني جونسون على موقع إن إن دي بي (الإنجليزية)
- دياني جونسون على موقع قاعدة بيانات الفيلم (الإنجليزية)

- دياني جونسون في قاعدة بيانات الأفلام على الإنترنت